# ای‌جی‌ام-۲۸ هاندداگ
موشک هاندداگ (به انگلیسی: Hound Dog) موشک کروز هوابه‌زمین با امکان پرتاب از فاصله دور توسط هواپیمای جنگی است.
موتور این موشک توسط شرکت پرت اند ویتنیساخته شده‌است و با علامت P-۳ نشان داده می‌شود که از نوع توربوجت و کلاهک جنگی آن از نوع هسته‌ای است.

## ویژگی‌ها
- طول: ۶/۴۲ اینچ
- قطر: ۲۸ اینچ
- وزن: ۱۰۰۰ پوند
- سرعت: ۱۴۰۰ کیلومتر
- سقف پرواز: ۵۰۰۰۰ مایل
- پهنای بال: ۲۸ اینچ